# Mortal Kombat: Armageddon
Mortal Kombat: Armageddon – siódma część gry z serii Mortal Kombat. Silnik gry bazuje na Deadly Alliance i Deception.

## Rozgrywka

### Tryby gry
Od samego początku dostępne są trzy tryby rozgrywki.

#### Motor-Kombat
Są to wyścigi gokartów w których występują postacie z Mortal Kombat, swoisty bonus.

#### Konquest
Główny tryb fabularny nowego Mortal Kombat przeprowadzający nas przez historię postaci imieniem Taven, która to wraz z bratem jest półbogiem.
Obydwoje zostają jednak obudzeni w różnych czasach. My wcielamy się ww. bohatera i wyruszamy w bój. Jest to jeden z najłatwiejszych sposobów dostawania tzw. koins czyli złota za które można wiele kupić. Podczas podróży poznajemy prawdziwą historię powstania Blaze'a

### System walki
System walki opracowano na podstawie dwóch poprzednich gier. Zmiany to: tylko dwa style walki dla każdej postaci z bronią lub bez, większa ilość specjali oraz nowy Air Kombat.

#### Air Kombat
Jest to nowość w serii Mortal Kombat. Po uderzeniu przeciwnika może on wylecieć w powietrze, gdzie mamy okazje wykorzystać kilka dodatkowych kombosów. Możemy przeciwnika uderzyć tak, że uderzy on w ziemię i z powrotem wyleci w powietrze. Oczywiście nie można tak w nieskończoność, przy kolejnej próbie już coś takiego nie wyjdzie. Dzięki Air Kombat walka wygląda efektowniej i jest ciekawsza.

## Postacie
W grze występuje największa dotąd liczba postaci (w wersji dla Wii – 63, w pozostałych – 62). Lista zawodników obejmuje wszystkich, którzy pojawili się w dotychczasowych odsłonach cyklu. Sareena pojawia się po raz pierwszy w bijatyce na konsole stacjonarne, gdyż wcześniej wystąpiła jedynie w Mortal Kombat Mythologies: Sub-Zero i w Mortal Kombat: Tournament Edition, będącą grą na konsolę przenośną. Taven i Deagon zostali zaprojektowani na potrzeby tej części serii, a Meat po raz pierwszy stanowi odrębną postać.